# Sylvain Grenier
Sylvain Grenier (nascido em 26 de Março de 1977) é um lutador de wrestling profissional canadense, o qual é mais conhecido por suas aparições na WWE, no tag team La Résistance. Ele é atualmente o anunciador na língua francesa, no TNA iMPACT! na RDS.

## Títulos e prêmios
- Northern Championship Wrestling
  - NCW Tag Team Championship (1 vez) - com Rob Conway

- WWE
  - WWE World Tag Team Championship (4 vezes) - com René Duprée (1) e Rob Conway (3)

- Wrestling Observer Newsletter awards
  - Melhor Tag Team (2003) com René Duprée